# تونی (بازیکن فوتبال)
تونی (انگلیسی: Tuni؛ زادهٔ ۱۴ ژوئن ۱۹۸۲) بازیکن فوتبال اهل اسپانیا است.
از باشگاه‌هایی که در آن بازی کرده‌است می‌توان به باشگاه خیمناستیک تاراگونا، باشگاه ورزشی رئال مایورکا، باشگاه فوتبال ایراکلیس ۱۹۰۸، و باشگاه فوتبال هرکولس اشاره کرد.